# Ciclismo ai Giochi della XXXIII Olimpiade - Velocità maschile
Le gare di velocità maschile ai Giochi della XXXIII Olimpiade di Parigi si sono svolte dal 7 al 9 agosto 2024 presso il Velodromo di Saint-Quentin-en-Yvelines di Montigny-le-Bretonneux. Alla competizione hanno preso parte 30 atleti in rappresentanza di 19 nazioni.
L'olandese Harrie Lavreysen ha difeso il titolo olimpico, vincendo la competizione, mentre l'australiano Matthew Richardson e l'inglese Jack Carlin hanno ottenuto rispettivamente la medaglia d'argento e di bronzo.

## Qualificazioni
Per le gare di ciclismo su pista delle Olimpiadi di Parigi 2024 erano disponibili 190 posti, con una egual divisione tra uomini e donne. Ogni CON aveva la possibilità di far qualificare un massimo di quattordici atleti, con una specifica divisione in base al tipo di evento.
Tutte le quote sono state attribuite sulla base dei punteggi ottenuti nell'UCI Track Olympic Ranking nel periodo 2022-2024. La classifica UCI Track Olympic 2022-2024 sarà data dal totale dei punti guadagnati nelle ultime due edizioni dei rispettivi Campionati Continentali, negli UCI Track Nations Cup nelle stagioni 2023 e 2024 e ai Campionati Mondiali su pista UCI del 2023.

## Record
Prima della competizione il record del mondo e il record olimpico erano i seguenti:
| Record qualificazioni | Record qualificazioni | Record qualificazioni           | Record qualificazioni                |
| --------------------- | --------------------- | ------------------------------- | ------------------------------------ |
| Record mondiale       | 9"100                 | Nicholas Paul Trinidad e Tobago | 4 settembre 2019 Cochabamba, Bolivia |
| Record olimpico       | 9"215                 | Jeffrey Hoogland Paesi Bassi    | 4 agosto 2021 Tokyo, Giappone        |

## Programma
| Data          | Ora (UTC+2)                               | Turno |
| ------------- | ----------------------------------------- | --- |
| 7 agosto 2024 | 12:45 14:30 15:30 17:30 18:42 19:38 20:14 | Qualificazioni Trentaduesimi Trentaduesimi ripescaggi Sedicesimi Sedicesimi ripescaggi Ottavi Ottavi ripescaggi |
| 8 agosto 2024 | 18:01 20:04                               | Quarti di finale Finali 5–8                                                                                     |
| 9 agosto 2024 | 14:41 18:00                               | Semifinali Finali                                                                                               |
| Fonte:        |                                           | |

## Risultati

### Qualificazioni
| Pos.   | Atleta                       | Nazione           | Tempo  | Gap    | Note |
| ------ | ---------------------------- | ----------------- | ------ | ------ | ---- |
| 1      | Harrie Lavreysen             | Paesi Bassi       | 9.088  |        | Q,   |
| 2      | Matthew Richardson           | Australia         | 9.091  | +0.003 | Q    |
| 3      | Mikhail Jakovlev             | Israele           | 9.152  | +0.064 | Q    |
| 4      | Leigh Hoffman                | Australia         | 9.242  | +0.154 | Q    |
| 5      | Jack Carlin                  | Gran Bretagna     | 9.247  | +0.159 | Q    |
| 6      | Jeffrey Hoogland             | Paesi Bassi       | 9.293  | +0.205 | Q    |
| 7      | Hamish Turnbull              | Gran Bretagna     | 9.346  | +0.258 | Q    |
| 8      | Kaiya Ota                    | Giappone          | 9.350  | +0.262 | Q    |
| 9      | Nicholas Paul                | Trinidad e Tobago | 9.371  | +0.283 | Q    |
| 10     | Azizulhasni Awang            | Malaysia          | 9.402  | +0.314 | Q    |
| 11     | Mateusz Rudyk                | Polonia           | 9.416  | +0.328 | Q    |
| 12     | Cristian Ortega              | Colombia          | 9.426  | +0.338 | Q    |
| 13     | Rayan Helal                  | Francia           | 9.447  | +0.359 | Q    |
| 14     | Sam Dakin                    | Nuova Zelanda     | 9.470  | +0.382 | Q    |
| 15     | Luca Spiegel                 | Germania          | 9.479  | +0.391 | Q    |
| 16     | Yuta Obara                   | Giappone          | 9.483  | +0.395 | Q    |
| 17     | Sébastien Vigier             | Francia           | 9.501  | +0.413 | Q    |
| 18     | Zhou Yu                      | Cina              | 9.514  | +0.426 | Q    |
| 19     | Vasilijus Lendel             | Lituania          | 9.581  | +0.493 | Q    |
| 20     | Tyler Rorke                  | Canada            | 9.603  | +0.515 | Q    |
| 21     | Nick Wammes                  | Canada            | 9.612  | +0.524 | Q    |
| 22     | Muhammad Shah Firdaus Sahrom | Malaysia          | 9.635  | +0.547 | Q    |
| 23     | Jaïr Tjon En Fa              | Suriname          | 9.637  | +0.549 | Q    |
| 24     | Maximilian Dörnbach          | Germania          | 9.655  | +0.567 | Q    |
| 25     | Kevin Quintero               | Colombia          | 9.669  | +0.581 |      |
| 26     | Kwesi Browne                 | Trinidad e Tobago | 9.773  | +0.685 |      |
| 27     | Jai Angsuthasawit            | Thailandia        | 9.898  | +0.810 |      |
| 28     | Liu Qi                       | Cina              | 9.904  | +0.816 |      |
| 29     | Jean Spies                   | Sudafrica         | 9.962  | +0.874 |      |
| 30     | Andrey Chugay                | Kazakistan        | 10.047 | +0.959 |      |
| Fonte: |                              |                   |        |        |      |

### Trentaduesimi di finale
| Batteria | Pos. | Atleta                       | Nazione           | Gap    | Note |
| -------- | ---- | ---------------------------- | ----------------- | ------ | ---- |
| 1        | 1    | Harrie Lavreysen             | Paesi Bassi       | X      | Q    |
| 1        | 2    | Maximilian Dörnbach          | Germania          | +0.093 | R    |
| 2        | 1    | Matthew Richardson           | Australia         | X      | Q    |
| 2        | 2    | Jaïr Tjon En Fa              | Suriname          | +0.150 | R    |
| 3        | 1    | Mikhail Jakovlev             | Israele           | X      | Q    |
| 3        | 2    | Muhammad Shah Firdaus Sahrom | Malaysia          | +0.569 | R    |
| 4        | 1    | Leigh Hoffman                | Australia         | X      | Q    |
| 4        | 2    | Nick Wammes                  | Canada            | +0.556 | R    |
| 5        | 1    | Jack Carlin                  | Gran Bretagna     | X      | Q    |
| 5        | 2    | Tyler Rorke                  | Canada            | +0.190 | R    |
| 6        | 1    | Jeffrey Hoogland             | Paesi Bassi       | X      | Q    |
| 6        | 2    | Vasilijus Lendel             | Lituania          | +0.122 | R    |
| 7        | 1    | Hamish Turnbull              | Gran Bretagna     | X      | Q    |
| 7        | 2    | Zhou Yu                      | Cina              | +0.071 | R    |
| 8        | 1    | Kaiya Ota                    | Giappone          | X      | Q    |
| 8        | 2    | Sébastien Vigier             | Francia           | +0.047 | R    |
| 9        | 1    | Nicholas Paul                | Trinidad e Tobago | X      | Q    |
| 9        | 2    | Yuta Obara                   | Giappone          | +0.030 | R    |
| 10       | 1    | Azizulhasni Awang            | Malaysia          | X      | Q    |
| 10       | 2    | Luca Spiegel                 | Germania          | +0.075 | R    |
| 11       | 1    | Mateusz Rudyk                | Polonia           | X      | Q    |
| 11       | 2    | Sam Dakin                    | Nuova Zelanda     | +0.020 | R    |
| 12       | 1    | Cristian Ortega              | Colombia          | X      | Q    |
| 12       | 2    | Rayan Helal                  | Francia           | +0.007 | R    |
| Fonte:   |      |                              |                   |        |      |

### Trentaduesimi di finale - Ripescaggi
| Batteria | Pos. | Atleta                       | Nazione       | Gap    | Note |
| -------- | ---- | ---------------------------- | ------------- | ------ | ---- |
| 1        | 1    | Yuta Obara                   | Giappone      | X      | Q    |
| 1        | 2    | Maximilian Dörnbach          | Germania      | +0.071 |      |
| 1        | 3    | Sébastien Vigier             | Francia       | +0.149 |      |
| 2        | 1    | Jaïr Tjon En Fa              | Suriname      | X      | Q    |
| 2        | 2    | Luca Spiegel                 | Germania      | +0.020 |      |
| 2        | 3    | Zhou Yu                      | Cina          | +0.132 |      |
| 3        | 1    | Vasilijus Lendel             | Lituania      | X      | Q    |
| 3        | 2    | Muhammad Shah Firdaus Sahrom | Malaysia      | +0.043 |      |
| 3        | 3    | Sam Dakin                    | Nuova Zelanda | +0.794 |      |
| 4        | 1    | Rayan Helal                  | Francia       | X      | Q    |
| 4        | 2    | Tyler Rorke                  | Canada        | +0.417 |      |
| 4        | 3    | Nick Wammes                  | Canada        | +1.020 |      |
| Fonte:   |      |                              |               |        |      |

### Sedicesimi di finale
| Batteria | Pos. | Atleta             | Nazione           | Gap    | Note |
| -------- | ---- | ------------------ | ----------------- | ------ | ---- |
| 1        | 1    | Harrie Lavreysen   | Paesi Bassi       | X      | Q    |
| 1        | 2    | Rayan Helal        | Francia           | +0.109 | R    |
| 2        | 1    | Matthew Richardson | Australia         | X      | Q    |
| 2        | 2    | Vasilijus Lendel   | Lituania          | +0.862 | R    |
| 3        | 1    | Mikhail Jakovlev   | Israele           | X      | Q    |
| 3        | 2    | Jaïr Tjon En Fa    | Suriname          | +0.157 | R    |
| 4        | 1    | Leigh Hoffman      | Australia         | X      | Q    |
| 4        | 2    | Yuta Obara         | Giappone          | +0.255 | R    |
| 5        | 1    | Jack Carlin        | Gran Bretagna     | X      | Q    |
| 5        | 2    | Cristian Ortega    | Colombia          | +0.091 | R    |
| 6        | 1    | Jeffrey Hoogland   | Paesi Bassi       | X      | Q    |
| 6        | 2    | Mateusz Rudyk      | Polonia           | +0.284 | R    |
| 7        | 1    | Azizulhasni Awang  | Malaysia          | X      | Q    |
| 7        | 2    | Hamish Turnbull    | Gran Bretagna     | +0.034 | R    |
| 8        | 1    | Nicholas Paul      | Trinidad e Tobago | X      | Q    |
| 8        | 2    | Kaiya Ota          | Giappone          | +0.224 | R    |
| Fonte:   |      |                    |                   |        |      |

### Sedicesimi di finale - Ripescaggi
| Batteria | Pos. | Atleta           | Nazione       | Gap    | Note |
| -------- | ---- | ---------------- | ------------- | ------ | ---- |
| 1        | 1    | Kaiya Ota        | Giappone      | X      | Q    |
| 1        | 2    | Rayan Helal      | Francia       | +0.048 |      |
| 2        | 1    | Hamish Turnbull  | Gran Bretagna | X      | Q    |
| 2        | 2    | Vasilijus Lendel | Lituania      | +0.044 |      |
| 3        | 1    | Mateusz Rudyk    | Polonia       | X      | Q    |
| 3        | 2    | Jaïr Tjon En Fa  | Suriname      | +0.054 |      |
| 4        | 1    | Yuta Obara       | Giappone      | X      | Q    |
| 4        | 2    | Cristian Ortega  | Colombia      | +0.010 |      |
| Fonte:   |      |                  |               |        |      |

### Ottavi di finale
| Batteria | Pos. | Atleta             | Nazione           | Gap     | Note |
| -------- | ---- | ------------------ | ----------------- | ------- | ---- |
| 1        | 1    | Harrie Lavreysen   | Paesi Bassi       | X       | Q    |
| 1        | 2    | Yuta Obara         | Giappone          | +0.0164 | R    |
| 2        | 1    | Matthew Richardson | Australia         | X       | Q    |
| 2        | 2    | Mateusz Rudyk      | Polonia           | +0.136  | R    |
| 3        | 1    | Hamish Turnbull    | Gran Bretagna     | X       | Q    |
| 3        | 2    | Mikhail Jakovlev   | Israele           | +0.001  | R    |
| 4        | 1    | Kaiya Ota          | Giappone          | X       | Q    |
| 4        | 2    | Leigh Hoffman      | Australia         | +0.130  | R    |
| 5        | 1    | Jack Carlin        | Gran Bretagna     | X       | Q    |
| 5        | 2    | Nicholas Paul      | Trinidad e Tobago | +0.004  | R    |
| 6        | 1    | Jeffrey Hoogland   | Paesi Bassi       | X       | Q    |
| 6        | 2    | Azizulhasni Awang  | Malaysia          | +0.037  | R    |
| Fonte:   |      |                    |                   |         |      |

### Ottavi di finale - Ripescaggi
| Batteria | Pos. | Atleta            | Nazione           | Gap    | Note |
| -------- | ---- | ----------------- | ----------------- | ------ | ---- |
| 1        | 1    | Yuta Obara        | Giappone          | X      | Q    |
| 1        | 2    | Leigh Hoffman     | Australia         | +0.190 |      |
| 1        | 3    | Nicholas Paul     | Trinidad e Tobago | +0.369 |      |
| 2        | 1    | Mateusz Rudyk     | Polonia           | X      | Q    |
| 2        | 2    | Mikhail Jakovlev  | Israele           | +0.054 |      |
| 2        | 3    | Azizulhasni Awang | Malaysia          | +0.190 |      |
| Fonte:   |      |                   |                   |        |      |

### Quarti di finale
| Batteria | Pos. | Atleta             | Nazione       | Gara 1 | Gara 2 | Gara 3 | Note |
| -------- | ---- | ------------------ | ------------- | ------ | ------ | ------ | ---- |
| 1        | 1    | Harrie Lavreysen   | Paesi Bassi   | X      | X      |        | SF   |
| 1        | 2    | Mateusz Rudyk      | Polonia       | +0.273 | +0.105 |        | F5-8 |
| 2        | 1    | Matthew Richardson | Australia     | X      | X      |        | SF   |
| 2        | 2    | Yuta Obara         | Giappone      | +0.562 | +0.603 |        | F5-8 |
| 3        | 1    | Jeffrey Hoogland   | Paesi Bassi   | +0.079 | X      | X      | SF   |
| 3        | 2    | Hamish Turnbull    | Gran Bretagna | X      | +0.007 | +0.276 | F5-8 |
| 4        | 1    | Jack Carlin        | Gran Bretagna | +0.046 | X      | X      | SF   |
| 4        | 2    | Kaiya Ota          | Giappone      | X      | REL    | +0.014 | F5-8 |
| Fonte:   |      |                    |               |        |        |        |      |

### Finali piazzamento 5–8
| Pos    | Atleta          | Nazione       | Gap    | Note |
| ------ | --------------- | ------------- | ------ | ---- |
| 5      | Mateusz Rudyk   | Polonia       | 9.974  |      |
| 6      | Yuta Obara      | Giappone      | +0.127 |      |
| 7      | Hamish Turnbull | Gran Bretagna | REL    |      |
| 7      | Kaiya Ota       | Giappone      | REL    | w    |
| Fonte: |                 |               |        |      |

### Semifinali
| Batteria | Pos. | Atleta             | Nazione       | Gara 1 | Gara 2 | Gara 3 | Note |
| -------- | ---- | ------------------ | ------------- | ------ | ------ | ------ | ---- |
| 1        | 1    | Harrie Lavreysen   | Paesi Bassi   | X      | X      |        | QG   |
| 1        | 2    | Jack Carlin        | Gran Bretagna | +0.068 | +0.068 |        | QB   |
| 2        | 1    | Matthew Richardson | Australia     | X      | X      |        | QG   |
| 2        | 2    | Jeffrey Hoogland   | Paesi Bassi   | +0.029 | +0.092 |        | QB   |
| Fonte:   |      |                    |               |        |        |        |      |

### Finali
| Posizione                 | Atleta             | Nazione       | Gara 1 | Gara 2 | Gara 3 |
| ------------------------- | ------------------ | ------------- | ------ | ------ | ------ |
| Finale medaglia d'oro     |                    |               |        |        |        |
| Oro                       | Harrie Lavreysen   | Paesi Bassi   | X      | X      |        |
| Argento                   | Matthew Richardson | Australia     | +0.024 | +0.047 |        |
| Finale medaglia di bronzo |                    |               |        |        |        |
| Bronzo                    | Jack Carlin        | Gran Bretagna | X      | +0.049 | X      |
| 4                         | Jeffrey Hoogland   | Paesi Bassi   | +0.017 | X      | +0.041 |
| Fonte:                    |                    |               |        |        |        |